# Неспоразум (филм из 2020)
Неспоразум је српски филм из 2020. године. Режирао га је Ненад Тодоровић који је написао и сценарио.

## Улоге
| Глумац              | Улога |
| ------------------- | ----- |
| Владимир Јоцовић    |       |
| Милена Јакшић       |       |
| Милан Васић         |       |
| Немања Јаничић      |       |
| Бранко Бабовић      |       |
| Богдан Милојевић    |       |
| Бора Ненић          |       |
| Аника Грујић        |       |
| Игор Дамјановић     |       |
| Бојан Стојчетовић   |       |
| Тамара Томановић    |       |
| Катарина Орландић   |       |
| Божидар Ђуровић     |       |
| Светлана Миленковић |       |
| Урош Милојевић      |       |